# بابایوو (شهرستان کالتاسینسکی، باشقیرستان)
بابایوو (انگلیسی: Babayevo, Kaltasinsky District, Republic of Bashkortostan) یک شهرک در شهرستان کالتاسینسکی استان باشقیرستان کشور روسیه است.